# Dèime
Dèime (francès Deyme) és un municipi occità del Lauraguès, en el Llenguadoc, en el departament de l'Alta Garona, a la regió Occitània.